# Листопад 2009
Листопад — одинадцятий місяць 2009 року.
- 1 листопада
  - Помер Клод Леві-Строс, французький антрополог, етнограф, соціолог і культуролог
- 2 листопада
  - Запланований на 7 листопада другий тур виборів президента Афганістану скасований через відмову другого кандидата Абдулли Абдулли, переможцем оголошений чинний президент країни Хамід Карзай
  - Американський автоконцерн General Motors відмовився продавати Opel консорціуму канадської Magna і російського Сбербанка, робота над цією угодою продовжувалася кілька місяців
- 3 листопада
  - Президент Чехії Вацлав Клаус підписав Лісабонський договір, після того, як чеський конституційний суд визнав, що договір не суперечить конституції республіки. Таким чином, договір вступає в силу, оскільки процедура ратифікації завершилася у всіх країнах Європейського союзу
  - Помер Франсиско Аяла, іспанський письменник, перекладач і соціолог
- 5 листопада
  - Голова палестинської адміністрації Махмуд Аббас (Абу Мазан) заявив, що він не виставлятиме свою кандидатуру на президентських виборах в січні 2010 року. Аббас розчарований відмовою Сполучених Штатів добитися від ізраїльських лідерів зобов'язання повністю припинити будівництво в поселеннях
- 8 листопада
  - У Сальвадорі в результаті повеней і обвалів, викликаних ураганом «Іда», загинули 192 людини, серйозних руйнувань зазнала столиця країни місто Сан-Сальвадор
  - Померли Віталій Лазарович Гінзбург, російський фізик, лауреат Нобелівської премії та Ігор Старигін, російський актор, найвідоміший за роллю Араміса у стрічці Д'Артаньян та три мушкетери
- 15 листопада
  - У 96-річному віці пішов з життя патріарх Сербської православної церкви Павло.
- 16 листопада
  - Відкриття Всесвітнього саміту з продовольчої безпеки.
  - Старт місії STS-129 шатла «Атлантіс» до Міжнародної космічної станції.
- 17 листопада
  - Україна подала в корпорацію ICANN, що відає розподілом імен в Інтернеті, заявку на реєстрацію національного кириличного домену «.укр»
- 19 листопада
  - На екстреному саміті співдружності європейських держав в Брюсселі першим президентом Євросоюзу вибраний прем'єр-міністр Бельгії Герман ван Ромпей. Главою дипломатичного відомства Евросоюзу стала британка, єврокомісар з питань торгівлі Кетрін Ештон (Catherine Ashton)
  - З космодрому на мисі Канаверал у Флориді до Міжнародної космічної станції стартував шаттл Atlantis STS-129, на борту шість астронавтів.
- 21 листопада
  - Стався вибух метану на шахті, розташованій за 400 кілометрів на схід від Харбіну, загинули 104 гірники.
  - Помер Костянтин Петрович Феоктистов, радянський космонавт і конструктор космічної техніки.
- 22 листопада
  - Президентські вибори в Румунії.
- 23 листопада
  - У більшості областей України скасовано карантин, оголошений у зв'язку з епідемією грипу.
  - Кандидат у президенти Віктор Ющенко презентував свою передвиборчу програму.
- 24 листопада
  - Король Йорданії Абдула ІІ розпустив Національні збори[1]
  - Болівію виключено з Андської Співдружності[2]
- 25 листопада
  - За підсумком переговорів представників «Газпрому» і «Нафтогазу» у Москві підписано доповнення до Контракту купівлі-продажу природного газу, за яким скорочуються об'єми поставок газу в Україну і штрафні санкції за їх недобір[3]
  - Прем'єр-міністром Бенльгії призначений Ів Летерм[4]
  - У Сент-Вінсенті і Гренадинах пройшов референдум про прийняття нової конституції, за яким королева Британії залишається головою держави, натомість посада президента не створюється[5]
  - Від сильних повеней в Саудівській Аравії померло 48 людей[6]
  - Депутат Українського Парламенту Олександр Омельченко на Столичному шосе у Києві насмерть збив пішохода[7]
  - На президентських виборах в Уругваї найбільшу підтримку здобув кандидат від правлячої лівої коаліції Хосе Мухіка, але не зміг набрати 50 % від голосів виборців
  - Данський часопис «Information» звинуватив ВООЗ у корупційних зв'язках з виробниками вакцин і штучним оголошенням пандемії[8]
- 26 листопада
  - Іранська влада конфіскувала у правозахисниці Ширін Ебаді Нобелівську медаль і орден Почесного легіону[9]
  - Одна з найбільших компаній ОАЕ «Dubai World» попросила відстрочки у виплаті кредитних зобов'язань, що спричинило зниження провідних фондових індексів Європи[10]
  - Верховна Рада України не подолала вето президента на закон про виділення 1 млрд гривень на подолання епідемії грипу в Україні[11]
- 27 листопада
  - Під час церемонії відкриття пам'ятника Леніну у Києві після реставрації, монумент облили фарбою.[12]
  - Рада директорів МАГАТЕ засудила спорудження Іраном другого заводу зі збагачення урану, у відповідь на що іранська влада оголосила про наміри звести до мінімуму співпрацю з МАГАТЕ[13]
  - У Росії в результаті теракту на залізниці загинуло 25 і дістали поранення близько 100 пасажирів потягу «Невський експрес», що прямував з Москви до Санкт-Петербурга[14]
  - Президенти Білорусі, Росії і Казахстану підписали в Мінську в рамках ЄвразЕС пакет документів про створення з 1 січня 2010 року Митного союзу
- 28 листопада
  - День пам'яті жертв голодоморів. В Святій Софії Київській відбулася панахида за жертвами голодоморів за участі президента, прем'єр-міністра, високих чиновників і представників релігійних конфесій. Поблизу меморіалу пам'яті жертв голодоморів в Україні відбулася скорботна церемонія, що розпочала всеукраїнську акцію «Запали свічку»[15]. Українська православна церква (Московський патріархат) вперше офіційно назвала Голодомор в Україні геноцидом[16]
  - У Москві встановлено відреставровану скульптуру «Робітник і колгоспниця»[17]
  - На дводенних президентських і парламентських виборах в Намібії перемогла правляча партія СВАПО[18]
  - З'їзд партії «Наша Україна» підтримав кандидатуру Віктора Ющенка на президентських виборах — 2010[19]
  - Кандидата в президенти Арсенія Яценюка обрано головою партії «Фронт Змін». Це рішення було прийнято на з'їзді партії, який, серед іншого, підтримав кандидатуру Яценюка на президентських виборах — 2010[20]
  - З'їзд партії «Християнсько-демократичний союз» підтримав кандидатуру Юлії Тимошенко на президентських виборах — 2010[21]
- 29 листопада
  - На загальнонаціональному референдумі жителі Швейцарії підтримали заборону на будівництво мінаретів[22]
  - В Уругваї на президентських виборах переміг кандидат від правлячої коаліції «Широкий фронт — Прогресивна зустріч» Хосе Мухіка[23]
  - В Гондурасі пройшли президентські і парламентські вибори. Порфіріо Лобо, кандидат від опозиційної Національної партії переміг, набравши 56 % голосів виборців[24]
  - В Екваторіальній Гвінеї на президентських виборах переміг чинний глава держави Теодоро Обіанг Нгема[25]
  - Партія захисників Вітчизни підтримала кандидатуру Юлії Тимошенко на президентських виборах — 2010[26]
- 30 листопада
  - У російському Дагестані стався другий за три останні доби теракт на залізниці: перед проходженням потягу «Тюмень — Баку» підірвано залізничну колію. Жоден вагон не зійшов з рейок; жертв чи потерпілих немає[27]
  - Європейський Союз оголосив про введення безвізового режиму з Сербією, Чорногорією і Македонією з 19 грудня 2009 року[28]
  - У Порт-оф-Спейні (Тринідад і Тобаго) завершився саміт Британської Співдружності, на якому в Співдружність прийнято Руанду[29]
  - Помер сербський поет Мілорад Павич[30].
  - Оголошено Лауреатів Державної премії України в галузі науки і техніки.